# Eriophora fuliginea
Eriophora fuliginea är en spindelart som först beskrevs av Carl Ludwig Koch 1838.  Eriophora fuliginea ingår i släktet Eriophora och familjen hjulspindlar. Inga underarter finns listade i Catalogue of Life.

## Föda
Arten har observerats döda och äta fladdermöss.